# James Gordon Farrell
James Gordon Farrell, znany jako J. G. Farrell (ur. 25 stycznia 1935 w Liverpoolu, zm. 11 sierpnia 1979 w zatoce Bantry) – brytyjski pisarz irlandzkiego pochodzenia. Zyskał sławę jako autor powieści historycznych; za Oblężenie Krisznapuru dostał w 1973 roku Nagrodę Bookera. 

## Życiorys

### Dzieciństwo i wykształcenie
Farrell urodził się w Anglii, w rodzinie o irlandzkich korzeniach. Od 12 roku życia uczęszczał do prywatnej szkoły z internatem Rossall w Lancashire. Mniej więcej w tym samym czasie jego rodzice przenieśli się do Dublina, a Farrell zaczął spędzać dużo czasu w Irlandii; to, a także popularność powieści Niepokoje, sprawiła, że uważany jest niekiedy za pisarza irlandzkiego. W 1956 roku rozpoczął studia w Brasenose College w Oksfordzie; podczas pobytu tam zachorował na polio. 

### Wczesne prace
Debiutancka powieść Farrella, A Man from Elsewhere, ukazała się w 1963 roku. Jej akcja dzieje się we Francji, a w książce widać wyraźne wpływy francuskiego egzystencjalizmu. Brak w niej ironicznego humoru i zrozumienia dla ludzkich słabości, które charakteryzują jego późniejsze prace. 
Dwa lata później wyszła powieść The Lung, w której Farrell powraca do własnych przeżyć sprzed dziesięciu lat: główny bohater, Martin Sands, choruje na polio i musi spędzić długi czas w szpitalu. 
W 1967 Farrell opublikował A Girl in the Head, powieść dziejącą się w fikcyjnym angielskim nadmorskim miasteczku Maidenhair Bay. Jak jej poprzedniczki, książka spotkała się z niewielkim odzewem krytyki i czytelników. 

### Trylogia Imperium
Niepokoje to komiczna, a zarazem melancholijna opowieść o angielskim majorze, Brendanie Archerze, który w 1919 roku udaje się do hrabstwa Wicklow w Irlandii, żeby spotkać się z kobietą, z którą – jak sądzi – jest być może zaręczony. Z rozpadającego się hotelu Majestic w Kilnalough obserwuje walkę Irlandii o oderwanie się od Wielkiej Brytanii. Zarówno następna powieść Farrella, Oblężenie Krisznapuru – na temat rewolty sipajów, jak i jego ostatnia praca, Singapurskie kleszcze – przedstawiająca zajęcie Singapuru przez Japończyków, kontynuują polityczny wątek Niepokojów, podejmując opowieść o upadku kolonialnej potęgi Wielkiej Brytanii. Tematycznie powieści są tylko odlegle powiązane, choć Archer pojawia się w Singapurskich kleszczach, a niedokończona powieść Farrella The Hill Station koncentruje się na doktorze McNabie, jednym z najważniejszych bohaterów Oblężenia Krisznapuru; w pewnym sensie jest to więc nie trylogia, a tetralogia. 

### Śmierć
W 1979 Farrell postanowił wyprowadzić się z Londynu i zamieszkać na półwyspie Sheep's Head w południowo-zachodniej Irlandii. Kilka miesięcy później utonął w zatoce Bantry, prawdopodobnie podczas połowu ryb. Został pochowany na cmentarzu Kościoła Świętego Jakuba, należącego do Kościoła Irlandzkiego, w Durrus. 

## Twórczość
- 1963 A Man From Elsewhere
- 1965 The Lung
- 1967 A Girl in the Head

Trylogia Imperium
- 1970 Troubles - Niepokoje (1981)
- 1973 The Siege of Krishnapur - Oblężenie Krisznapuru
- 1978 The Singapore Grip - Singapurskie kleszcze

- 1981 The hill station : an unfinished novel, and an Indian diary, niedokończona powieść, pod redakcją Johna Spurlinga.

## Nagrody
- 1971 Faber Memorial Prize (Niepokoje)
- 1973 Nagroda Bookera (Oblężenie Krisznapuru)